# Chủ nghĩa khu vực (quan hệ quốc tế)
Trong quan hệ quốc tế, chủ nghĩa khu vực (tiếng Anh: regionalism) là một tư tưởng chính trị thể hiện ý thức chung về bản sắc và mục đích kết hợp với việc tạo ra và thực hiện các thể chế thể hiện bản sắc cụ thể và định hình hành động tập thể trong một khu vực địa lý. Chủ nghĩa khu vực là một trong ba yếu tố cấu thành hệ thống thương mại quốc tế (cùng với chủ nghĩa đa phương và chủ nghĩa đơn phương).
Các sáng kiến khu vực chặt chẽ đầu tiên bắt đầu vào những năm 1950 và 1960, nhưng dấu ấn dường như rất ít, ngoại trừ ở Tây Âu với việc thành lập Cộng đồng châu Âu. Một số nhà phân tích gọi những sáng kiến này là "chủ nghĩa khu vực cũ". Vào cuối những năm 1980, một đợt hội nhập khu vực mới (còn được gọi là "chủ nghĩa khu vực mới") bắt đầu và hiện vẫn tiếp tục. Một làn sóng mới về các sáng kiến chính trị thúc đẩy hội nhập khu vực đã diễn ra trên toàn thế giới trong hai thập kỷ qua. Các thỏa thuận thương mại khu vực và song phương cũng "mọc lên như nấm" sau thất bại của vòng đàm phán Doha.
Liên minh châu Âu có thể được phân loại là kết quả của chủ nghĩa khu vực. Ý tưởng đằng sau sự gia tăng bản sắc khu vực này là khi một khu vực trở nên hội nhập hơn về kinh tế, nó cũng sẽ cần thiết để hội nhập về mặt chính trị. Ví dụ về châu Âu đặc biệt có giá trị dưới góc độ này, vì Liên minh châu Âu, với tư cách là một tổ chức chính trị, đã phát triển sau hơn 40 năm hội nhập kinh tế bên trong châu Âu. Tiền thân của EU, Cộng đồng Kinh tế châu Âu (EEC) hoàn toàn là một thực thể kinh tế.

## Định nghĩa
Joseph Nye đã định nghĩa một khu vực quốc tế "là một số lượng hạn chế các quốc gia được liên kết bởi mối quan hệ địa lý và mức độ phụ thuộc lẫn nhau", và chủ nghĩa khu vực (quốc tế) là "sự hình thành các hiệp hội hoặc nhóm giữa các quốc gia trên cơ sở các khu vực". Tuy nhiên, định nghĩa này chưa bao giờ được chấp nhận rộng rãi, và một số nhà phân tích lưu ý, ví dụ, rất nhiều tổ chức khu vực được thành lập theo sáng kiến của các nước đang phát triển đã không thúc đẩy sự phát triển nhanh chóng của chủ nghĩa khu vực ở Thế giới thứ ba. Các nhà phân tích khác, chẳng hạn như Ernst B. Haas, nhấn mạnh sự cần thiết phải phân biệt các khái niệm hợp tác khu vực, hệ thống khu vực, tổ chức khu vực, hội nhập khu vực và chủ nghĩa khu vực.

## Khu vực hóa
Theo Cách tiếp cận Chủ nghĩa khu vực mới, chủ nghĩa khu vực trái ngược với khu vực hóa, khi nó là biểu hiện của các giao dịch thương mại và con người gia tăng trong một khu vực địa lý xác định. Chủ nghĩa khu vực đề cập đến một quá trình chính trị có chủ ý, thường được dẫn dắt bởi các chính phủ có mục tiêu và giá trị tương tự nhau nhằm theo đuổi sự phát triển chung trong một khu vực.Tuy nhiên, khu vực hóa chỉ đơn giản là xu hướng tự nhiên hình thành các khu vực hoặc quá trình hình thành các khu vực do sự tương đồng giữa các quốc gia trong một không gian địa lý nhất định.

## Chính trị quốc gia
Trong chính trị quốc gia (hay chính trị cấp thấp), chủ nghĩa khu vực là một khái niệm chính trị ủng hộ quá trình khu vực hóa, một quá trình phân chia một thực thể chính trị (thường là một quốc gia) thành các khu vực nhỏ hơn và chuyển giao quyền lực từ chính quyền trung ương cho các khu vực.